# Much Marcle
Much Marcle är en ort och civil parish i Storbritannien.   Den ligger i grevskapet Herefordshire och riksdelen England, i den södra delen av landet, 170 km väster om huvudstaden London. Much Marcle ligger 66 meter över havet och antalet invånare är 660.
Terrängen runt Much Marcle är platt. Runt Much Marcle är det ganska tätbefolkat, med 144 invånare per kvadratkilometer. Närmaste större samhälle är Hereford, 16,2 km väster om Much Marcle. Trakten runt Much Marcle består till största delen av jordbruksmark.